# Agabus glacialis
Agabus glacialis är en skalbaggsart som beskrevs av Johann Heinrich Hochhuth 1846. Agabus glacialis ingår i släktet Agabus och familjen dykare. Inga underarter finns listade i Catalogue of Life.